# Cromosoma 12
El cromosoma 12 és un dels 23 parells de cromosomes del cariotip humà. La població té, en condicions normals, dues còpies d'aquest cromosoma. El cromosoma 12 té al voltant de 132 milions de parells de bases, que representen entre el 4 i el 4,5% de l'ADN total de la cèl·lula.

## Gens

Imatge del cromosoma 12 humà.

El cromosoma 12 alberga una quantitat estimada d'entre 1000 i 1300 gens. Alguns d'aquests gens són:
- ACVRL1: receptor d'activina A tipus II-like 1.
- CBX5: cromobox homòleg 5
- COL2A1: col·lagen, tipus II, α 1 (osteoartritis primària, displàsia espondiloepifisial congènita)
- HPD: 4-hidroiyfenilpiruvato dioxigenasa
- LRRK2: kinasa 2 repetició rica en leucina
- MMAB: aciduria metilmalònica (deficiència de cobalamina) tipus cblB
- MYO1A: miosina IA
- NANOG: gen homeodomini tipus NK-2
- PAH: fenilalanina hidroxilasa
- PPP1R12A: proteïna fosfatasa 1, subunitat reguladora (inhibitor) 12A
- PTPN11: proteïna tirosina fosfatasa, tipus no receptor 11 (síndrome de Noonan 1)
- VDR: receptor de la vitamina D, (raquitisme)

## Malalties
Les següents malalties estan relacionades amb gens del cromosoma 12:
- Acondrogènesi tipus 2
- Col·lagenopatia, tipus II i XI
- Telangectàsia hemorràgica hereditària
- Hipocondrogènesi
- Displàsia de Kniest
- Acidèmia metilmalònica
- Sordesa no sindròmica
- Síndrome de Noonan
- Malaltia de Parkinson
- Síndrome Pallister-Killian
- Malaltia de Von Willebrand
- Fenilcetonúria
- Displàsia espondiloepimetafiseal, tipus Strudwick
- Displàsia espondiloepimetafiseal congènita
- Displàsia espondiloepimetafiseal
- Síndrome de Stickler
- Deficiència de trios-fosfat isomerasa
- Tirosinèmia
- Raquitisme